# Androya
- Commons
- Wikispecies

Androya H.Perrier é um género botânico pertencente à família Scrophulariaceae.

## Espécies
Apresenta uma única espécie:
- Androya decaryi H.Perrier